# Phyllis Hines
Phyllis Hines (ur. 23 września 1961 w Nashville) – amerykańska kolarka szosowa, dwukrotna medalistka mistrzostw świata.

## Kariera
Pierwszy sukces w karierze Phyllis Hines osiągnęła w 1988 roku, kiedy wspólnie z Jane Marshall, Jeanne Golay i Leslie Schenk zdobyła brązowy medal w drużynowej jeździe na czas podczas mistrzostw świata w Ronse. Na rozgrywanych dwa lata później mistrzostwach świata w Utsunomiya Amerykanki w składzie: Inga Thompson, Eve Stephenson, Phyllis Hines i Maureen Manley zdobyły srebrny medal w tej samej konkurencji. Ponadto w 1986 roku zwyciężyła w klasyfikacji generalnej francuskiego Tour de l'Aude Cycliste Féminin, a w 1995 roku była najlepsza w amerykańskim Tour de Toona. W 1988 roku została mistrzynią USA w indywidualnej jeździe na czas. Nigdy nie brała udziału w igrzyskach olimpijskich.